# George Eads
George Eads, właściwie George Coleman Eads III (ur. 1 marca 1967 w Fort Worth) – amerykański aktor filmowy i telewizyjny, najlepiej znany jako Nick Stokes z serialu CSI: Kryminalne zagadki Las Vegas (CSI: Crime Scene Investigation).

## Życiorys
Urodził się w Fort Worth w stanie Teksas jako syn Vivian Baker, dyrektor szkoły, i Arthura Colemana „Cappy” Eadsa, prawnika. Matka wyszła ponownie za mąż za ginekologa Dudleya Bakera. Dorastał wraz z siostrą Angelą w Belton, w stanie Teksas. Od wczesnych lat odnosił sukcesy w grze w piłkę nożną i koszykówkę. W 1985 ukończył Belton High School w Belton, w stanie Teksas. W 1990 otrzymał dyplom ukończenia wydziału marketingu na Texas Tech University w Lubbock. Aktorstwa uczył się w KD Studio Actors Conservatory w Dallas.
Po debiucie kinowym jako Czarny Wilk w filmie Z prochu powstałeś (Dust To Dust, 1994) u boku Roberta Vaughna, gościnnym udziale w serialu FOX Dziwny traf (Strange Luck, 1995), pojawił się w operze mydlanej Spelling Entertainment Savannah (1996) oraz serialu NBC Ostry dyżur (ER, 1997, 1998). Sławę zawdzięcza kreacji Nicka Stokesa w serialach CBS: CSI: Kryminalne zagadki Las Vegas (2000–2015) i CSI: Kryminalne zagadki Miami (2002).
Od 2004 spotykał się z Moniką Casey, z którą się ożenił 17 sierpnia 2011. Mają dziecko (ur. 2014). Jednak w 2015 doszło do rozwodu.

## Filmografia

### Filmy fabularne
- 1994: Dust to Dust jako Black Wolf
- 1996: Labirynt kłamstw (The Ultimate Lie, TV) jako Ben McGrath
- 1997: Niebezpieczna piękność (Crowned and Dangerous, TV) jako Riley Baxter
- 2000: Źródło (The Spring, TV) jako Gus
- 2002: Spacerkiem przez życie (Just A Walk In The Park, TV) jako Adam Willington
- 2002: Zdobyć puchar (Second String, TV) jako Tommy Baker
- 2003: Samotny kowboj (Monte Walsh, TV) jako Frank „Shorty” Austin
- 2004: Evel Knievel (TV) jako Evel Knievel
- 2014: Gutshot Straight jako Jack

### Seriale TV
- 1996–1997: Savannah jako Travis Peterson i Nick Corelli
- 1998: Ostry dyżur (ER) jako ratownik medyczny
- 2000: Grapevine jako Thumper Klein
- 2000–2015: CSI: Kryminalne zagadki Las Vegas (CSI: Crime Scene Investigation) jako Nick Stokes
- 2004: Liga Sprawiedliwych bez granic (Justice League Unlimited) jako Barry Allen/Flash (głos)
- 2008: Dwóch i pół (Two and a Half Men) jako gość na weselu
- 2010–2012: Liga Młodych (Young Justice) jako kapitan Atom (głos)
- 2016–2019: MacGyver jako Jack Dalton
- 2020: Tacy jesteśmy (This Is Us) jako trener piłkarski